# Lohusuu
Lohusuu är en ort i Estland. Den ligger i Lohusuu kommun och landskapet Ida-Virumaa, i den centrala delen av landet, 140 km öster om huvudstaden Tallinn. Lohusuu ligger 37 meter över havet och antalet invånare är 394. Den ligger vid sjön Peipus.
Terrängen runt Lohusuu är platt.  Trakten runt Lohusuu är nära nog obefolkad, med mindre än två invånare per kvadratkilometer. Närmaste större samhälle är Mustvee, 12,1 km sydväst om Lohusuu.